# Koszmosz–378
A Koszmosz–378 (oroszul: Космос 378) Koszmosz műhold, a szovjet műszeres műhold-sorozat tagja. Ionoszféra-kutató műhold (DS -U2- IP/ДС-У2-ИП).

## Küldetés
Legfőbb feladata a Föld felső atmoszférájának átfogó vizsgálata.

## Jellemzői
Gyártotta az OKB-586 Déli Gépgyár Pivdenmas (Південмаш) az ukrajnai Dnyipropetrovszkban működő vállalat. Üzemeltette a Honvédelmi Minisztérium (oroszul: Министерство обороны–МО).
Megnevezései: Koszmosz–372; Космос 372; COSPAR: 1970 - 097A. Kódszáma: 4713.
1970. november 17-én a Pleszeck űrrepülőtérről az LC–132/2 (LC–Launch Complex) jelű indítóállványról egy Koszmosz–3M (11K65M) segítségével indították magas Föld körüli (HEO = High-Earth Orbit) körpályára. Az orbitális egység alappályája 105 perces, 74 fokos hajlásszögű, elliptikus pálya perigeuma 241 kilométer, apogeuma 1763 kilométer volt.
Az űreszköz hengeres testének átmérője 2,4 méter, magassága 2,4 méter, tömege 710 kilogramm. Az űreszközre napelemeket építettek, éjszakai (földárnyék) energiaellátását kémiai akkumulátorok biztosították. A sorozat felépítését, szerkezetét, alapvető fedélzeti rendszereit tekintve egységesített, szabványosított tudományos-kutató űreszköz. Rádiókommunikációs berendezés a parancsok azonnali végrehajtására, egy másik a mért adatok (rögzített, illetve direkt) továbbítására. Tájolása háromtengelyes Föld-központú, passzív rendszer.
Tudományos műszerei
1. CFL–D – egy plazmaoszcilláció;
2. D109–2–10 – érzékelő;
3. PL–36 – egy Fotoelektron-sokszorozó;
4. PL–37 – három elektródacsapda;
5. PL–38 – ioncsapda;
6. PL–39 – Cell-típusú ioncsapda.

1972. augusztus 17-én 638 napos (1,75 év) szolgálati idő után belépett a légkörbe és megsemmisült.

## Külső hivatkozások
- Koszmosz–378. lib.cas.cz. [2013. október 13-i dátummal az eredetiből archiválva]. (Hozzáférés: 2014. március 18.)
- Koszmosz–378. nasa.gov. (Hozzáférés: 2014. március 18.)
- Koszmosz–378. astronautix.com. (Hozzáférés: 2014. március 18.)
- Koszmosz–378. astronautix.com. (Hozzáférés: 2014. március 18.)

| Elődje: Koszmosz–377 | Koszmosz-program 1970 | Utódja: Koszmosz–379 |